# Skorpo
Ne doit pas être confondu avec Skorpo (Fjell), Skorpo (Kvinnherad) ou Skorpo (Alver).
Skorpo est une île norvégienne du comté de Hordaland appartenant administrativement à Os.

## Description
Couverte d'arbres, elle s'étend sur 1,6 km de longueur pour une largeur approximative de 1 km. 